# هارالد ولف
هارالد ولف (انگلیسی: Harald Wolf؛ زادهٔ ۷ نوامبر ۱۹۵۵) دوچرخه‌سوار اهل جمهوری دمکراتیک آلمان است.